# Tadanari Lee
Tadanari Lee (李 忠成, Ri Tadanari), né le 19 décembre 1985 à Nishitōkyō (Japon), est un footballeur international japonais évoluant actuellement au poste d'avant-centre à l'Albirex Niigata Singapour FC. 
Le 29 janvier 2011, à Doha, il inscrit en prolongation le but de la victoire qui permet au Japon de remporter la finale de la Coupe d'Asie 2011 face à l'Australie (0-1).

## Biographie
Zainichi sud-coréen de quatrième génération naturalisé japonais en 2007, il se nommait auparavant Lee Chung-sung (en coréen : 이충성, se prononce en japonais I Chun-son) ou en japonais Tadanari Ōyama (大山 忠成, Ōyama Tadanari).
Pour sa deuxième sélection, il marque en prolongation (109e minute) lors de la finale de la Coupe d'Asie des nations de football 2011 contre l'Australie (1-0) sur un centre de Yūto Nagatomo, et donne le titre à son pays pour son premier but en équipe nationale.
Le 12 janvier 2012, il est transféré au club anglais de Southampton.
En janvier 2013, il est prêté six mois au FC Tokyo. De retour à Southampton pour quelques mois, il est laissé libre par son club en janvier 2014, et s'engage dans la foulée aux Urawa Red Diamonds.

## Palmarès
- Vainqueur de la Coupe d'Asie des nations de football 2011
- Vice-champion du Championnat d'Angleterre D2 : 2012

- Yokohama F. Marinos
  - Champion du Japon en 2019

## Statistiques

### Buts internationaux
| 0     | Date | Lieu | Compétition                                                                                                  | Résultat | Adversaire                                                                                                   | Détail | Détail | Détail | Sél. |
| ----- | --- | --- | --- | --- | --- | --- | --- | --- | --- |
| 1er   | 29 janvier 2011                                                                                              | Khalifa International Stadium, Doha, Qatar                                                                   | Finale de la Coupe d'Asie 2011                                                                               | V 0-1 a.p.                                                                                                   | Australie | 109e | du pied gauche                                                                                               | 0-1 | 2e |
| 2e    | 7 octobre 2011                                                                                               | Home's Stadium Kobe, Kobe, Japon                                                                             | Kirin Challenge Cup 2011                                                                                     | V 1-0 | Viêt Nam | 25e | du pied droit                                                                                                | 1-0 | 8e |
| Total | 2 buts (1 du pied gauche et 1 du pied droit) en 11 sélections entre le 9 janvier 2011 et le 29 janvier 2012. | 2 buts (1 du pied gauche et 1 du pied droit) en 11 sélections entre le 9 janvier 2011 et le 29 janvier 2012. | 2 buts (1 du pied gauche et 1 du pied droit) en 11 sélections entre le 9 janvier 2011 et le 29 janvier 2012. | 2 buts (1 du pied gauche et 1 du pied droit) en 11 sélections entre le 9 janvier 2011 et le 29 janvier 2012. | 2 buts (1 du pied gauche et 1 du pied droit) en 11 sélections entre le 9 janvier 2011 et le 29 janvier 2012. | 2 buts (1 du pied gauche et 1 du pied droit) en 11 sélections entre le 9 janvier 2011 et le 29 janvier 2012. | 2 buts (1 du pied gauche et 1 du pied droit) en 11 sélections entre le 9 janvier 2011 et le 29 janvier 2012. | 2 buts (1 du pied gauche et 1 du pied droit) en 11 sélections entre le 9 janvier 2011 et le 29 janvier 2012. | 2 buts (1 du pied gauche et 1 du pied droit) en 11 sélections entre le 9 janvier 2011 et le 29 janvier 2012. |